# 佐川美术馆
佐川美术馆（英語：Sagawa Art Museum）是一个位于日本滋贺县守山市的美术馆。

## 历史

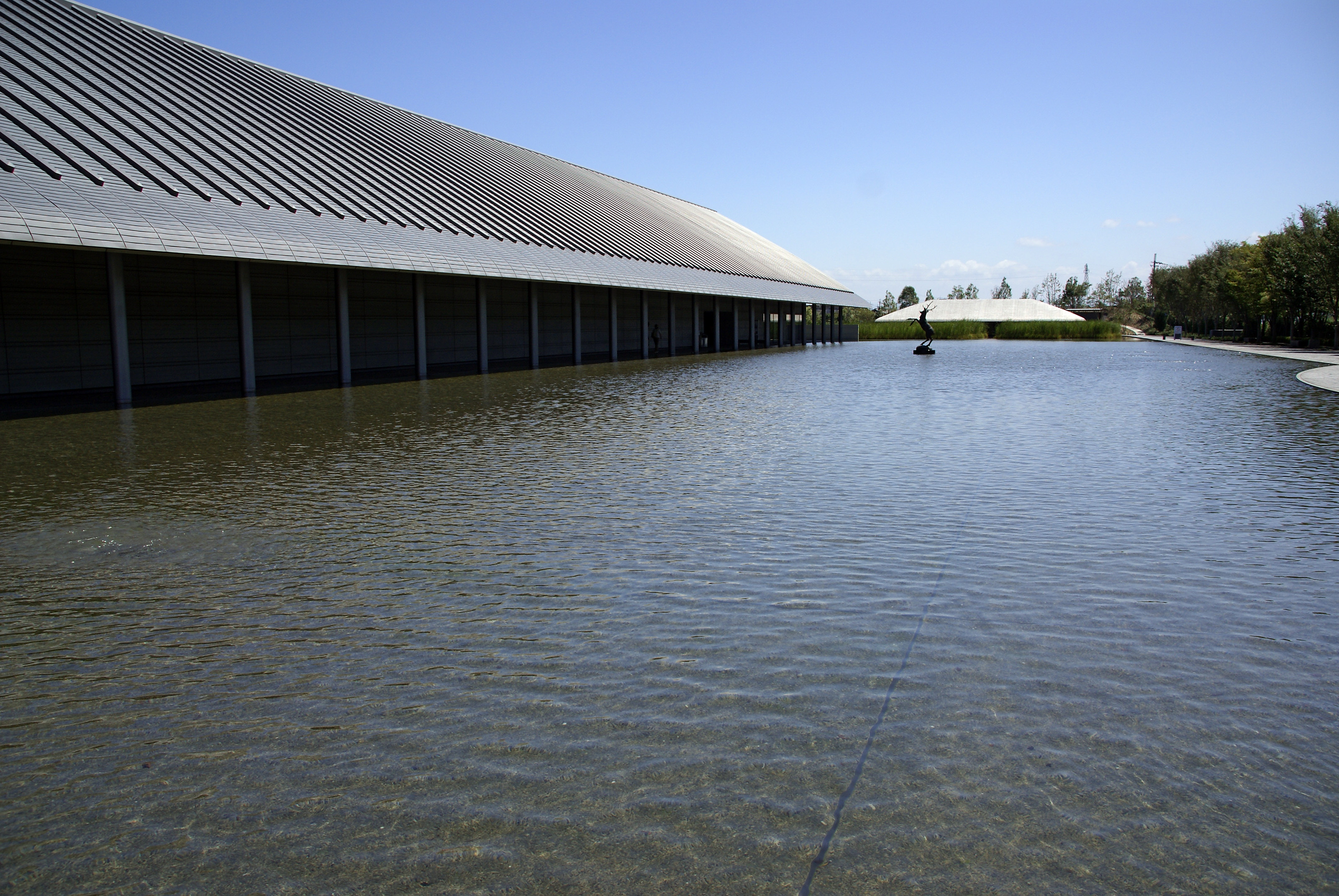
新馆

1998年3月22日建成开放，主要收藏日本画家平山郁夫和雕刻家佐藤忠良的作品，2007年9月2日新馆建成，主要展示第十五代乐吉左卫门的陶艺作品。